# 중간언어 기계번역

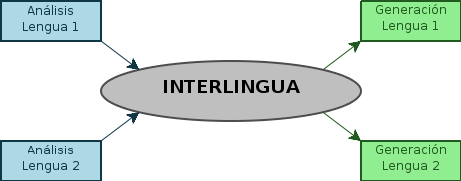
그림 1. 브리지 언어를 사용하여 번역하는 과정에서 사용되는 언어의 시연.

중간언어 기계번역(Interlingual machine translation)은 기계 번역에 대한 고전적인 접근 방식 중 하나이다. 이 접근 방식에서는 소스 언어, 즉 번역할 텍스트가 인터링구아, 즉 언어에 독립적인 추상적 표현으로 변환된다. 그런 다음 대상 언어가 인터링구아에서 생성된다. 규칙 기반 기계 번역 패러다임 내에서 언어 간 접근 방식은 직접 접근 방식과 전달 접근 방식의 대안이다.
직접 접근 방식에서는 추가 표현을 거치지 않고 단어를 직접 번역한다. 전송 접근 방식에서 소스(source) 언어는 추상적이고 언어에 국한되지 않는 표현으로 변환된다. 언어 쌍에 특정한 언어 규칙은 소스 언어 표현을 추상적인 목표 언어 표현으로 변환하고 이로부터 목표 문장이 생성된다.
기계 번역에 대한 언어 간 접근 방식에는 장점과 단점이 있다. 장점은 각 소스 언어를 각 대상 언어에 연결하는 데 더 적은 구성 요소가 필요하고, 새 언어를 추가하는 데 더 적은 구성 요소가 필요하며, 원래 언어로 입력의 의역을 지원하고, 분석기와 생성기가 모두 가능하다는 것이다. 단일 언어 시스템 개발자가 작성했으며 서로 매우 다른 언어(예: 영어 및 아랍어)를 처리한다. 명백한 단점은 인터링구아의 정의가 어렵고 더 넓은 영역에서는 불가능할 수도 있다는 것이다. 따라서 중간언어 기계번역의 이상적인 상황은 매우 특정한 도메인의 다중 언어 기계 번역이다. 예를 들어, 인테르링구아는 국제 회의에서 중추 언어로 사용되었으며 유럽 연합의 중추 언어로 제안되었다.

## 같이 보기
- 중간 표현
- 주축어
- 지식 표현